# Падалка, Валентин Анатольевич
Валенти́н Анато́льевич Па́далка — российский военный лётчик, Герой Российской Федерации (1994), полковник запаса.

## Биография
Валентин Падалка родился 7 апреля 1960 года в Ростовской области.
С детства занимался в аэроклубе ДОСААФ г. Ростова-на-Дону, где освоил вертолёт «Ми-1». В рядах Вооружённых Сил СССР состоял с 1978 года. Прошёл переподготовку на вертолёт «Ми-4» в Богодуховском учебном авиационном центре ДОСААФ. Падалка экстерном в 1980 году окончил Саратовское высшее военное авиационное училище лётчиков, с получением допуска к управлению вертолётом «Ми-8Т». После обучения Падалка проходил службу в отдельном транспортном вертолетном полку Южной группы войск в должности лётчика-штурмана вертолёта «Ми-8Т». Принимал участие в учениях «Щит-84», после которых за инициативные решительные действия и высокую профессиональную подготовку был награждён медалью «За боевые заслуги».
Падалка принимал участие в войне в Афганистане в провинции Баграм в период 1986—1988 годов в должности командира вертолётного звена. По возвращении он принимал участие в ликвидации последствий Спитакского землетрясения 1988 года, а также в боевых действиях в «горячих точках» на территории бывшего СССР.

### Подвиг
23 декабря 1993 года группа террористов из четырёх человек, возглавляемая уголовником Мусой Алмамедовым, захватила в заложники 17 человек, в том числе 15 детей, учащихся ростовской школы № 25. Террористы потребовали 10 миллионов долларов в качестве выкупа и вертолёт для вылета из Ростова-на-Дону. Пилотами вертолёта добровольно вызвались быть Падалка и его сослуживец Владимир Степанов. В течение трёх дней, пока террористы удерживали заложников, Падалка и Степанов пытались всеми силами успокоить террористов, которые, распаляясь всё больше, стреляли по постройкам аэропорта и обещали расстрелять детей. После того, как 26 декабря 1993 года деньги были переданы террористам и те отпустили детей, Падалка и Степанов подняли вертолёт в воздух. Им удалось обмануть бандитов, которые требовали отвезти их в Хасавюрт, и вместо пункта назначения высадили их в районе Махачкалы. В тот же день все четверо бандитов были задержаны. Суд приговорил их к срокам лишения свободы до 15 лет.

### Дальнейшая судьба
В. А. Падалка принимал участие в боевых действиях развернувшихся во время первой и второй чеченских кампаний. Весной-летом 2002 года участвовал в спасении жизней людей в зоне сильного наводнения на Северном Кавказе. В 2003 году Падалка обеспечивал деятельность российской дипломатической и военной миссий в Афганистане. Лётчик высшей категории с квалификацией «лётчик-снайпер». Удостоен звания «Заслуженный военный лётчик Российской Федерации».
С момента увольнения в запас в ноябре 2003 года, Падалка работает лётчиком-испытателем вертолётов на заводе «Роствертол» в Ростове-на-Дону.

## Награды
- За проявленное мужество и героизм при проведении операции по освобождению заложников, захваченных в городе Ростове-на-Дону вооружёнными террористами, Указом Президента Российской Федерации № 796 от 18 апреля 1994 года полковнику авиации Валентину Падалке и майору авиации Владимиру Степанову было присвоено звание Героя России[1][3].
- Также награждён орденом Атамана Платова (2013).[4]